# (29312) 1994 BL4
(29312) 1994 BL4 est un astéroïde de la ceinture principale d'astéroïdes découvert en 1994.

## Description
(29312) 1994 BL4 a été découvert le 21 janvier 1994 à l'observatoire de Fujieda Shizuoka (Japon) par Hitoshi Shiozawa et Takeshi Urata.

### Caractéristiques orbitales
L'orbite de cet astéroïde est caractérisée par un demi-grand axe de 2,64 ua, un périhélie de 2,08 ua, une excentricité de 0,21 et une inclinaison de 11,96° par rapport à l'écliptique. Du fait de ces caractéristiques, à savoir un demi-grand axe compris entre 2 et 3,2 ua et un périhélie supérieur à 1,666 ua, il est classé, selon la JPL Small-Body Database, comme objet de la ceinture principale d'astéroïdes.

### Caractéristiques physiques
(29312) 1994 BL4 a une magnitude absolue (H) de 15,0 et un albédo estimé à 0,175.